# Тискос
Тискос — река на востоке Пермского края, на территории Горнозаводского района. Длина реки составляет 18 км.
Начинается в берёзово-осиновом лесу северо-западнее железнодорожной станции Хребет-Уральский на высоте около 450 метров над уровне моря. Течёт в общем западном направлении через посёлки Европейская и Усть-Тискос. Вблизи последнего впадает в реку Койву на 121 км по её левому берегу на высоте 280 метров над уровнем моря.
Основные притоки — Подпора (лв), Рудянка (лв), Прогарочная (пр), Северная (пр).

## Данные водного реестра
По данным государственного водного реестра России относится к Камскому бассейновому округу, водохозяйственный участок реки — Чусовая от водомерного поста пгт Кын до устья, речной подбассейн реки — Кама до Куйбышевского водохранилища (без бассейнов рек Белой и Вятки). Речной бассейн реки — Кама.
Код объекта в государственном водном реестре — 10010100712111100011191.